# バトルニス
バトルニス（学名: Bathornis、「背の高い鳥」の意）は、約3700万年前から約2000万年前にかけて北アメリカに生息した、現在のノガンモドキ科に近縁な絶滅した鳥類の系統。同じく絶滅した近縁なフォルスラコス科鳥類と同様に、バトルニスは飛翔能力を失った捕食動物であり、哺乳類が支配的であったとかつては考えられていた環境で捕食者の生態的地位を占めていた。バトルニスは広く放散して長期に亘って生息した属であり、数多くの種が古第三紀始新世プリアボニアンから新第三紀中新世バーディガリアンにかけて生息していた。

## 概要
大部分の骨格要素は遥かに不完全であるが、それでもバトルニスは様々な骨格要素から知られており、発見されている骨には後肢（主に足根中足骨）・前肢（特に上腕骨）・骨盤・頭骨がある。特に Bathornis grallator はほぼ完全な骨格から知られていて、鈎状の嘴は頭骨のかなりの部分を占めている。バトルニスの第2趾は発見されていないが、第1趾は大半のノガンモドキ目の鳥類と同様に大幅に縮小し、フォルスラコス科鳥類と同様に頬骨は頑強で、烏口骨の processus acrocoracoideus（肩峰烏口突起）は小さい。おそらくこの2つの特徴は似た生態を持ったための収束進化である。
全体的にバトルニスはフォルスラコス科鳥類と同様に脚が長く、翼が短く、頭部が大型の鳥類だった。バトルニスの数多くの種は体サイズも多様であり、体格も現生のノガンモドキ科鳥類並みから背丈2メートルまで幅があった。

## 分類
バトルニスは現生のノガンモドキ科や、フォルスラコス科・ストリゴギプス・イディオルニス科のような絶滅した系統と近縁なノガンモドキ目バトルニス科のタイプ属である。この関係はバトルニスの原記載時点で認識されていた。ノガンモドキ目はハヤブサ科やオウム目およびスズメ目を含む分類群アウストララヴェス・クレードに分類される。ノガンモドキ目の種間関係は不安定で理解も進んでおらず、バトルニス科は時にノガンモドキ科やフォルスラコス科およびイディオルニス科の姉妹群に挙げられ、多系統群とされることさえある。
大抵バトルニスはパラクラックスの姉妹群と考えられており、ネオカタルテスや他の複数の分類群をバトルニス属の中に位置付ける論文著者もいる。バトルニスとそのシノニムをパラクラックスよりもフォルスラコス科に近縁であるとする系統解析も最低で1つ以上存在するが、この結果は基にした共有派生形質が少なすぎて判断するには時期尚早であると考えられている。
2016年時点で最新の系統研究では、バトルニスはノガンモドキ目のうちノガンモドキ科とフォルスラコス科を含む系統群の外側でバトルニス科をたった1属で代表するとされた。パラクラックスはバトルニス科に分類されず、ノガンモドキ目内での位置付けは確立されていない。

## 発見と命名
バトルニスのタイプ種は B. veredus、タイプ標本は中足骨の遠位部である DMNH 805 である。タイプ標本はアメリカ合衆国コロラド州ウェルド郡の漸新統の堆積物からフィリップ・レインヘインターが発見したもので、同層からはコンドル科のファスマギプスも産出している。アレクサンダー・ウェットモアにより初めて記載されたバトルニスは現生のノガンモドキ科に近縁な "cedicnemidid"（膝の厚い鳥類からなるゴミ箱分類群）に分類され、バトルニス亜科も確立された。バトルニスと共に2属の鳥類が記載されている。クイナ科と推定されたパラエオクレックス(Palaeocrex)とコンドル科と推定されたパラエオギプス(Palaeogyps)は、後にバトルニス科の骨格要素と判明し、特に後者は B. veredus のシノニムとされた。
バトルニスは現生のノガンモドキ科と比較して巨大であり、「背の高い鳥」を意味する属名はおそらくこれに由来する。タイプ種の種小名 "veredus" は説明されていないが、これは速度に関連するラテン語の単語である。

## 種
バトルニスは数多くの種が記録されており、絶滅種と現生種を含めた全てのノガンモドキ目の大半を占める。少なくとも5種が一貫して本属として確立されており、複数の単型の分類群がこの属に分類されているか、あるいは既存の種のジュニアシノニムとされていることが多い。同所的な別種の中には実際には性差や形態の差を示すものがある可能性があることから、注意する必要があるとされている。ただしその場合でも、本属の生息期間が依然として長く、多様性も高かったことに変わりはない。

### Bathornis veredus
タイプ種の発見と語源については上記を参照されたい。アメリカ合衆国のコロラド州やネブラスカ州に分布するシャドロン累層の始新統と漸新統の堆積物から知られている。骨格要素は複数の脛骨足根骨が発見されており、体サイズは現生のエミューほどとされ、最近追加された化石鳥類の中では最も目立つものであるとも記載された。本種は頭骨要素も知られている。

### Bathornis cursor
1933年にアレクサンダー・ウェットモアが記載した種。B. veredus と同じ堆積層から産出して大きさも似ているものの、本種は気管の複数の特徴に基づいて別属と考えられている。ウェットモアは本種について同じ堆積物から産出した B. celeripes の大型版であると言及したが、後の解析により本種と B. celeripes には大きな差異があること、堆積年代も大きく違っていたことが示された。

### Bathornis geographicus
1942年にアレクサンダー・ウェットモアが記載した種。アメリカ合衆国サウスダコタ州やネブラスカ州およびワイオミング州から産出した上部漸新統の種であり、B. veredus の直系の子孫である可能性が極めて高い。B. veredus や B. cursor よりも大型でバトルニス属におけるおそらく最大の種であち、ブルール累層でほぼ同体格の Paracrax gigantea と共存していた。本種と P. gigantea はヒアエノドンのような哺乳類と大型捕食動物の地位を共有していた。

### Bathornis fax
元々クイナ科のパラエオクレックス属に分類された種で、B veredus の記載論文でもそう扱われていた。更なる調査でバトルニス属に属することが示された。B. veredus の幼鳥や他の種である可能性も指摘されており、B. fax が独立した種である場合には、現生のノガンモドキ科鳥類ほどの大きさをした、バトルニス属で最小の種となる。

### Bathornis celeripes
1958年にウェットモアが記載した種で、サウスダコタ州の漸新統堆積物から産出した。研究は肩帯と主に後肢の骨格要素である約16標本に基づいていて、比較的発展している。ウェットモアは B. cursor の小型版として記載したが、実際にはほぼ同じ大きさである。

### Bathornis fricki
全バトルニス属の種の中で最も新しい種で、ウィロウ・クリークの下部中新統の堆積物から発見された。バトルニス属の中新世の種が B. fricki の他に発見されていないことは注目に値するが、バトルニス属の化石資料がないのは本属が突然絶滅したのではなく単に発見されていないことによると考えられている。B. celeripes との類似性が高く、本種をその直接の子孫とする研究者もいる。
B. minor は本種と同種とされ、同時期の近縁種とは複数の観点で異なる類似した脛足根骨が発見されている。

### Bathornis grallator
B. grallator の化石はワイオミング州の上部始新統ワシャキー累層で発見され、類似する化石がウィルウッド累層から記載されている。ただしこれらのノガンモドキ目バトルニス科としての位置付けは不明確なままである。当初陸棲のコンドル科として解釈された後、1985年にストーズ・オルソンがバトルニス属へ再分類した。
それ以降、後続の研究者はバトルニスのジュニアシノニムとしてネオカタルテスを扱っているが、2016年の最新の研究では一貫してこの属の中でネオカタルテスが参照されている。

### その他
後期始新世から漸新世にかけての複数の未記載の化石は、推定的にバトルニス属に分類されている。

## 古生物学
バトルニスは全体として大型で、長く強力な脚を持った陸棲鳥類であった。全ての種ではないにせよ大半の種は飛べなかったと考えられている。B. grallator は飛翔できたと長らく考えられていたが、飛べなかったと判明している。翼や竜骨突起の体が体に対して小さいことや烏口骨の肩峰烏口突起が小さいことなどにおいてはパラクラックスよりも特殊化を遂げている。
バトルニスは動物食性の鳥類であった。Bathornis grallator と Bathornis veredus はフォルスラコス科の嘴に似た強力な嘴を持ち、頬骨には同一の強化機構まで見られ、噛む際に同様の負荷が掛かっていたことが示唆されている。バトルニスの種は体が大きかったため、南アメリカのフォルスラコス科と同様に生息環境における頂点捕食者であった可能性が高い。近縁なパラクラックスと共にバトルニスは哺乳類と上手く競合した捕食動物の鳥類の例に挙げられ、大型肉食哺乳類と1700万年以上共存した。

## 古生態系
種が長期に亘って数多く生息したため、バトルニスは様々なタイプの環境に分布していた。しかしその生息域は現在のグレートプレーンズの周囲にあり、開けた平原で疾走する生態だったとウェットモアは想像した。しかしながら、後の解析ではバトルニスはおそらく湿地のバイオームを好んだと結論された。
いずれにせよ、バトルニスは哺乳類相に富む環境に生息していた。B. cursor はメガセロプスと、B. geographicus はメリコイドドンと深い関係があり、これはこれらの哺乳類を捕食していたことを暗示する可能性がある。バトルニスの生息環境は、ヒアエノドン科やエンテロドン科およびニムラブス科といった複数の肉食哺乳類や、仲間のノガンモドキ目のパラクラックスと共有されていた。これらの間では種間競争も起こっていたと推察されている。パラクラックスはより乾燥した環境に生息し、バトルニスとパラクラックスの間でニッチ分割が起きていた可能性の証拠もある。